# Японская оккупация Камбоджи
Японская оккупация Камбоджи (кхмер. ការត្រួតត្រារបស់ជប៉ុននៅកម្ពុជា) (яп. カンボジアの日本の支配)— период истории Камбоджи, когда она была оккупирована Японской империей.
Японская оккупация Камбоджи продолжалась с 1941 по 1945 год, граждане, подвергавшиеся жестокому обращению со стороны японских войск, как и жители других стран Юго-Восточной Азии, бежали из страны. Несмотря на то, что в 1941—1944 годах колониальное правительство Вишистской Франции продолжало номинально находиться у власти во Французском Индокитае, в 1945 году на территории Камбоджи было провозглашено создание прояпонского марионеточного государства королевства Кампучия.

## Предпосылки
В результате Франко-тайской войны 1940—1941 годов французские колониальные войска были разгромлены и выведены с территории Камбоджи. Вишистское правительство заключило соглашение с Японией, согласно которому японским войскам разрешалось ввести на территорию северного Вьетнама группировку войск общей численностью 25 000 человек.
Между тем тайское правительство при поддержке прояпонски настроенного фельдмаршала Плека Пибунсонграма, ссылаясь на подписанный дружественный договор с Японией и ослабление власти французов в регионе, вторглось в западную Камбоджу, ранее входившую в состав Таиланда. За вторжением последовал договор, подписанный в Токио в марте 1941 года, согласно которому французские войска были выведены из провинций Баттамбанг и Сиемреап, а также с части территории провинции Стынгтраенг, расположенной между 15-й параллелью и горами Дангрэк.
В результате более трети территории Камбоджи с численностью населения около 500 000 человек отошло к Таиланду.

## Оккупация Японией
В августе 1941 года японская императорская армия вторглась во Французскую Камбоджу, численность войск, дислоцировавшихся на территории страны, составила 8 000 человек. Несмотря на режим военной оккупации, японцы сохранили власть французских колонизаторов.
20 июля 1942 года после выступления монаха Хема Чьё в Пномпене прошла антифранцузская демонстрация. За чтение бунтарской проповеди монах был арестован колониальной милицией. Также французские власти арестовали лидера демонстрантов — Пак Чоён, который ими был отправлен в тюрьму на одном из островов Кондао. Пак Чоён являлся камбоджийским интеллигентом, уважаемым народом, он учился и работал в буддийском институте, совместно с Симом Варом в 1936 году основал газету «Нагара Ватта» («Дождь Ангора»), первую публичную политическую газету на кхмерском языке. Сон Нгок Тхань, участвовавший в разработке газеты, был также обвинён за участие в антиправительственной демонстрации, которого французские власти подозревали в организации демонстрации совместно с японцами.

### Коллаборационистское королевство Кампучия
В 1945 году, когда Вторая мировая война шла к завершению, японцы совершили переворот, в результате которого власть французов в Индокитае была ликвидирована. Власть французских колониальных администраторов значительно ослабела, французским войскам был отдан приказ о капитуляции. Но сопротивление французов только усилилось, так как поддержка японским правительством войск ослабела, чем воспользовались кхмеры.
9 марта 1945 года молодой король Нородом Сианук после официальной просьбы японцев объявил о создании независимого королевства Кампучия. Через некоторое время японское правительство номинально признало независимость Камбоджи, в Пномпене было создано консульство. 13 марта король Сианук изменил официальное название государства с Камбоджа на Кампучия. Новое правительство проводило романизацию кхмерского языка, французское колониальное правительство восстановило кхмерское письмо. Этот закон был одобрен правительством Кампучии и долгое время продолжал быть в силе. С того времени правительство Камбоджи больше не пыталось романизировать кхмерский язык.
В мае в Камбоджу вернулся Сон Нгок Тхань. Он был назначен министром иностранных дел, через два месяца — премьер-министром. Марионеточное государство Японии Кампучия существовало с марта по октябрь 1945 года.
Японская оккупация Камбоджи кончилась в августе 1945 года, когда правительством Японской империи был подписан акт капитуляции. После ввода союзных войск в Камбоджу, японские войска, дислоцировавшиеся на территории страны, были обезоружены и репатриированы. В октябре того же года власть французов в Пномпене была восстановлена. После ареста Сон Нгок Тханя за сотрудничество с японцами, французское колониальное правительство выслало его во Францию, где он жил под домашним арестом. Часть его сторонников бежала в северо-западную Камбоджу, контролируемую тайским правительством, и, в конечном итоге, создали движение за независимость «Кхмер Иссарак». Это антифранцузское политическое националистическое движение было создано при поддержке тайцев, позже от него откололось несколько фракций.